# Пирин (Гоце Делчев)
«Пирин» (Гоце Делчев) (болг. ФК Пирин (Гоце Делчев)) — болгарський Футбольний клуб з міста Гоце Делчев. Найбільший успіх команди прийшов у 2012 році, коли їм вперше вдалося вийти до вищого дивізіону, де вони провели два роки.
«Пирин» грає домашні ігри на стадіоні «Градскі», місткістю 5 000 глядачів. Вони грають у зелено-білих кольорах. Логотип клубу представляє гірський масив Пирин у Південно-Західній Болгарії, в честь якого і названо клуб.

## Історія
Вперше футбольний матч у Неврокопі (колишня назва міста Гоце Делчев) відбувся в жовтні 1912 року, незабаром після звільнення міста від османського правління, коли солдати з місцевого гарнізону показали людям цей вид спорту. Мешканці Неврокопа з ентузіазмом сприйняли нову гру, а незабаром у молодіжному гімнастичному клубі «Юнак» була створена футбольна секція.
У 1925 році секція відокремилася від гімнастичного товариства і отримала назву «Пирин Неврокоп», а їх традиційними кольорами стали зелений і білий.
Після Другої світової війни і встановлення комуністичної влади, в Болгарії стали створюватися спортивні товариства галузевих профспілок. До середини 1950-х в Гоце Делчево існувало 14 подібних колективів фікультури: «Строітел», «Червено знаме», «Динамо», «Спартак» та інші. У 1957 році спортивні товариства міста (за винятком «Спартака») були об'єднані в фізкультурно-спортивне товариство «Пирин».

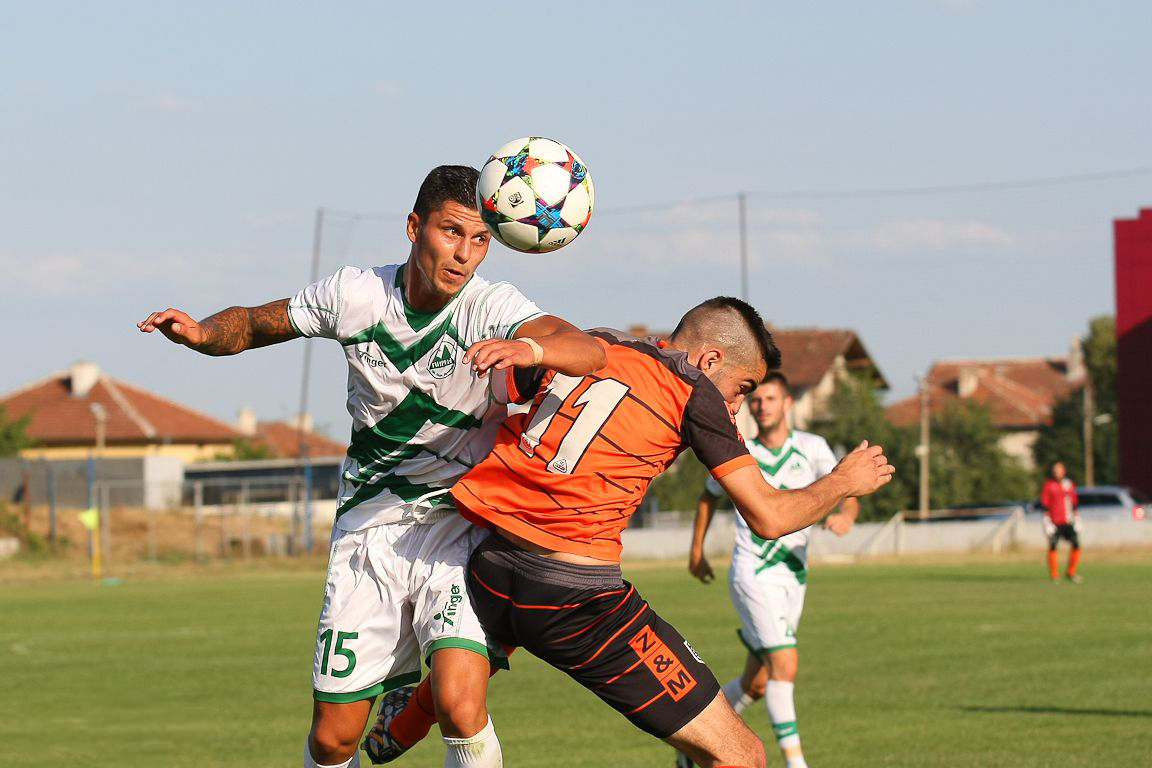
Момент матчу «Сливнішки Герой» — «Пирин». Третя ліга, 10 жовтня 2015 року

У 1982 році команда вперше в своїй історії вийшла до другого болгарського дивізіону, де провела три роки, до 1985 року, коли несподівано була понижена у класі рішенням федерації, хоча і посіла високе сьоме місце.
Після 8 років перебування в нижчих дивізіонах болгарського футболу, в 1993 році «Пирин» повернувся в другий дивізіон. Там у своєму першому сезоні клуб зайняв восьме місце в лізі, але наступний сезон 1994/95 років клуб закінчив на передостанньому місці та знову повернувся у третій дивізіон.
У 2005 році «Пирин» втретє за свою історію вийшов до другого дивізіону. У грудні 2005 року головним тренером команди призначено Йордана Бозданського, під керівництвом якого у сезоні 2006/07 команді вдалося посісти третє місце в західному дивізіоні, що стало найвищим результатом в історії команди.
27 червня 2011 року Яков Папарков був офіційно оголошений новим головним тренером клубу. З ним у сезоні 2011/12 років «Пирин» виграв західний дивізіон, набравши 62 очки і забив 41 м'яч, при цьому за сезон клуб програв лише три рази. Завдяки цьому результату клуб вперше у своїй історії вийшов до найвищого дивізіону болгарського футболу.
Їх перший сезон у вищому дивізіоні був успішним. Команді вдалося виграти 10 ігор і 4 рази зіграти внічию (включаючи нічию 1:1 проти столичного «Левскі»), здобувши таким чином 34 очки і посівши 11-ту позицію, на три очки вище зони вильоту.
На другий сезон через зменшення учасників з 16 до 14 було змінено і формат чемпіонату: сім найгірших команд потрапляли до втішного етапу, де боролись за виживання. «Пирину» не вдалося повторити результати з минулого сезону — вони фінішували на 13 місці у регулярному сезоні і потрапили до втішного раунду. Втім команда не покращила своїх результатів там, програвши чотири з шести домашніх ігор, а також програвши п'ять із шести виїзних ігор. Наприкінці сезону «Пирин» понизився у класі, набравши на 32 очки менше, ніж «Локомотив» (Софія), що посів останнє рятівне місце.
Незважаючи на те, що «Пирин» повинен був грати в другому дивізіоні в наступному сезоні 2014/15, клуб не отримав професіональну ліцензію, і був відправлений відразу до аматорської третьої ліги, а наприкінці сезону 2017/18 опустився до четвертої, регіональної ліги.

## Досягнення

### Чемпіонат
Друга ліга Захід
- Чемпіони: 2011–12

## Відомі гравці
- Георгі Васілев[bg] / 1962—1963, 1980—1986 — гравець збірної Болгарії в 1968—1973, срібний призёр Олімпійських ігор 1968.
- Димчо Беляков[bg] / 1990—1991; 12 матчів, 2 голи — найкращий бомбардир чемпіонату Болгарії 1998/99.
- Георгі Марков[en] / 1990—1993 — гравець збірної Болгарії в 1999—2005